# Liste de composés organiques C26
| Liste de composés organiques                                                                     |
| C 2 C3 C4 C5 C6 C7 C8 C9 C10 C11 C12 C13 C14 C15 C16 C17 C18 C19 C20 C21 C22 C23 C24 C25 C26 C27 |

| Formule chimique | Nom                                                      | Numéro CAS  |
| ---------------- | -------------------------------------------------------- | ----------- |
| C26H12N4O2       | périnone                                                 | 4424-06-0   |
| C26H14N2O4       | diimide N,N'-diméthylpérylène-3,4,9,10-tétracarboxylique | 5521-31-3   |
| C26H16           | hexacène                                                 | 258-31-1    |
| C26H16           | hexahélicène                                             | 187-83-7    |
| C26H21F6NO5      | acrinathrine isomère R                                   | 103833-18-7 |
| C26H21F6NO5      | acrinathrine isomère S                                   | 101007-06-1 |
| C26H21N5Na4O19S6 | Reactive Black 5                                         | 17095-24-8  |
| C26H22ClF3N2O3   | fluvalinate                                              | 69409-94-5  |
| C26H22ClF3N2O3   | tau-fluvalinate                                          | 102851-06-9 |
| C26H23Cl4NO6     | cambendichlor                                            | 56141-00-5  |
| C26H23F2NO4      | flucythrinate                                            | 70124-77-5  |
| C26H24N4O        | Oil Red O                                                | 1320-06-5   |
| C26H24P2         | 1,2-bis(diphénylphosphino)éthane                         | 1663-45-2   |
| C26H26ClN3       | rupatadine                                               | 158876-82-5 |
| C26H26N4O4S      | dibenzoyl thiamine                                       | 299-88-7    |
| C26H21Cl2NO4     | cycloprothrine                                           | 63935-38-6  |
| C26H27N5O2       | vilazodone                                               | 163521-12-8 |
| C26H28ClNO       | clomiphène                                               | 911-45-5    |
| C26H28Cl2N4O4    | kétoconazole                                             | 65277-42-1  |
| C26H28O14        | apiine                                                   | 26544-34-3  |
| C26H29FN2O2      | lévocabastine                                            | 79516-68-0  |
| C26H29F2N7       | almitrine                                                | 27469-53-0  |
| C26H29NO         | tamoxifène                                               | 10540-29-1  |
| C26H29N3O6       | nicardipine                                              | 55985-32-5  |
| C26H30O7         | obacunone                                                | 751-03-1    |
| C26H31N3O5       | NVP-AUY922 (en)                                          | 747412-49-3 |
| C26H32N2O8       | tritoqualine                                             | 14504-73-5  |
| C26H33NO6        | lacidipine                                               | 103890-78-4 |
| C26H34FNO5       | cérivastatine                                            | 145599-86-6 |
| C26H36N4O4       | morfamquat                                               | 7411-47-4   |
| C26H36O3         | cypionate d'estradiol                                    | 313-06-4    |
| C26H40N7O19P3S   | glutaconyl-coenzyme A                                    | 6712-05-6   |
| C26H40O5         | latanoprost                                              | 130209-82-4 |
| C26H41N3O5       | MG132                                                    | 133407-82-6 |
| C26H42N7O17P3S   | 3-méthylcrotonyl-coenzyme A                              | 793193-48-3 |
| C26H42N7O17P3S   | tiglyl-coenzyme A                                        | 6247-62-7   |
| C26H42N7O18P3S   | 2-méthylacétoacétyl-coenzyme A                           | 6712-01-2   |
| C26H42N7O19P3S   | glutaryl-coenzyme A                                      | 3131-84-8   |
| C26H44N7O17P3S   | 2-méthylbutyryl-coenzyme A                               | 6712-02-3   |
| C26H44N7O17P3S   | isovaléryl-coenzyme A                                    | 6244-91-3   |
| C26H44O9         | mupirocine                                               | 12650-69-0  |
| C26H52O2         | acide cérotique                                          | 506-46-7    |
| C26H54           | hexacosane                                               | 630-01-3    |
| C26H54NO7P       | 2-O-acétyl-1-O-hexadécyl-sn-glycéro-3-phosphocholine     | 74389-68-7  |